# Вибчик
Вибчик (пол. Wybczyk) — село в Польщі, у гміні Луб'янка Торунського повіту Куявсько-Поморського воєводства.
Населення — 172 особи (2011).
У 1975-1998 роках село належало до Торунського воєводства.

## Демографія
Демографічна структура станом на 31 березня 2011 року:
|          | Загалом | Допрацездатний вік | Працездатний вік | Постпрацездатний вік |
| -------- | ------- | ------------------ | ---------------- | -------------------- |
| Чоловіки | 90      | 25                 | 58               | 7                    |
| Жінки    | 82      | 15                 | 54               | 13                   |
| Разом    | 172     | 40                 | 112              | 20                   |